# Schienenverkehr in Mauretanien

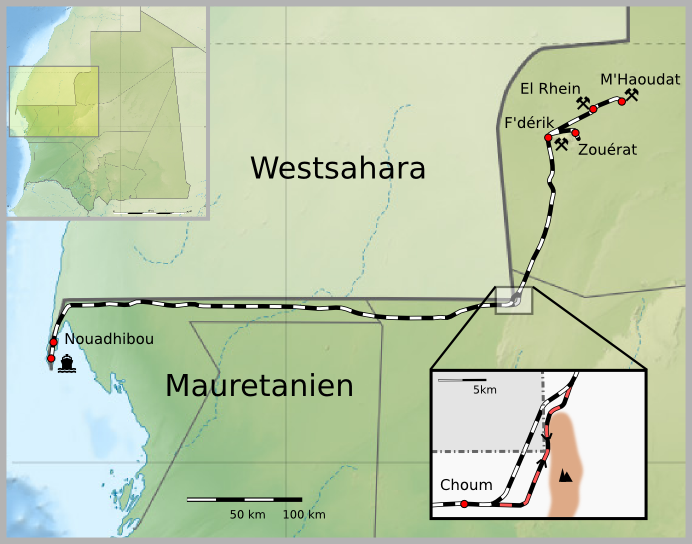
Bahnstrecke Nouadhibou–M’Haoudat

In Mauretanien besteht das Streckennetz der Eisenbahn einzig aus der Bahnstrecke Nouadhibou–M’Haoudat, die Eisenerzbergwerke in Choum, M’Haoudat und Zouérat mit dem Hafen von Nouadhibou am Atlantischen Ozean verbindet.